# Holm-Rippenbauweise

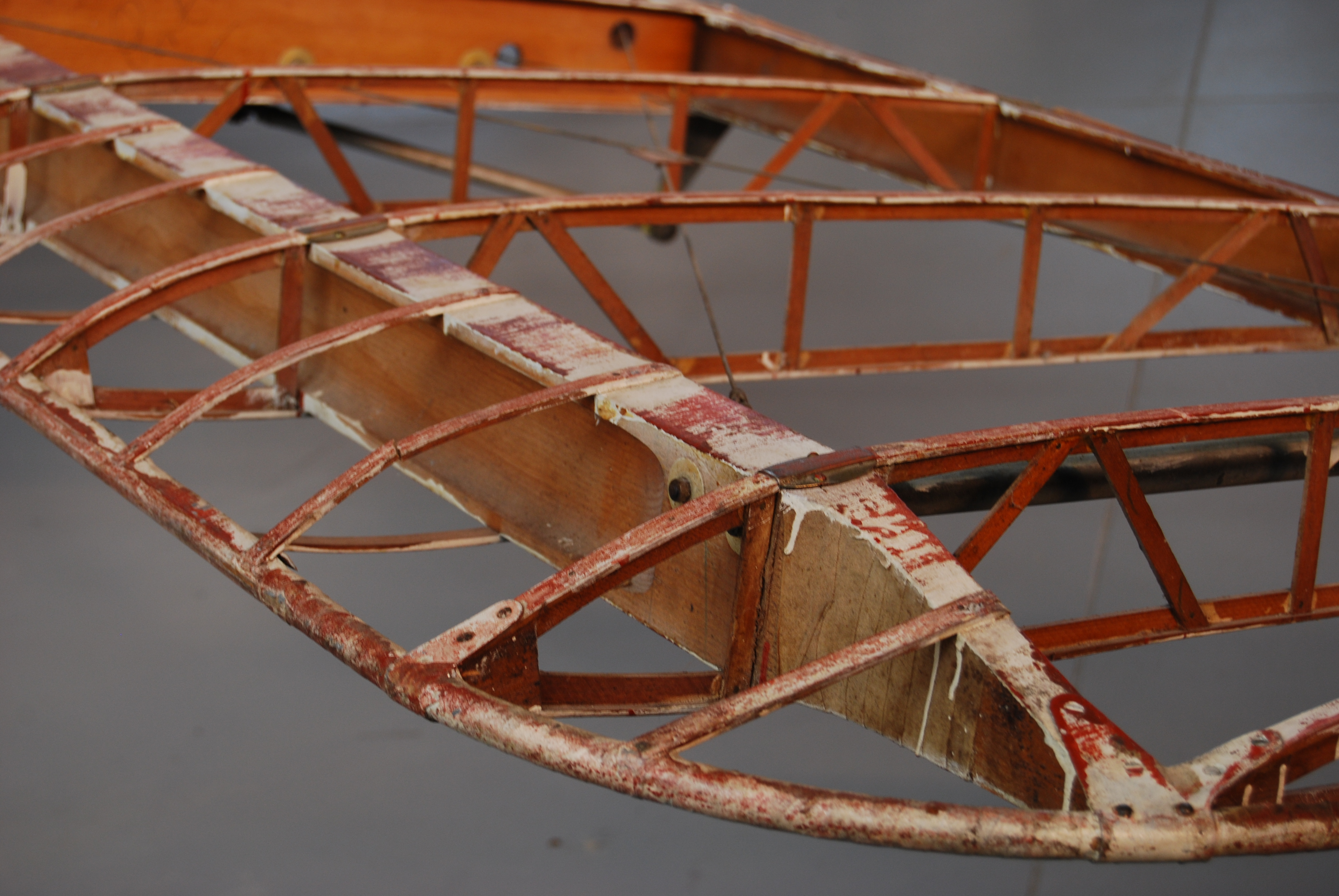
Flügelholm einer De Havilland D.H.60 Moth in offener Holm-Rippenbauweise

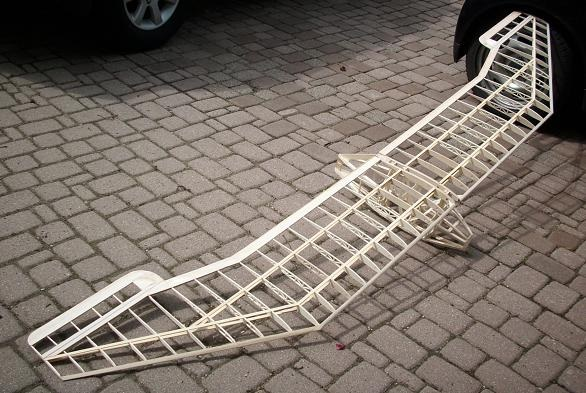
Rohbaugerüst eines Modell-Nurflügels mit Nasenleiste, geknicktem Hauptholm, geradem Hilfsholm und geknickter Endleiste

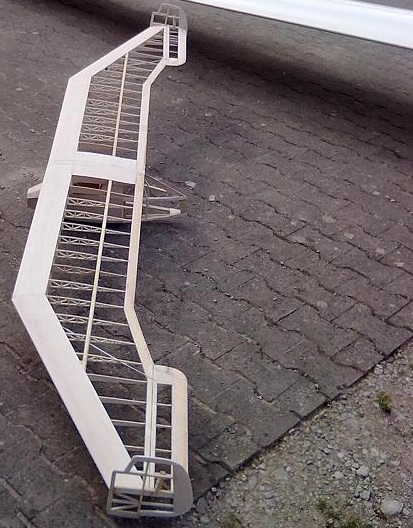
Rohbau mit angebrachter Nasenbeplankung (Torsionsnase)

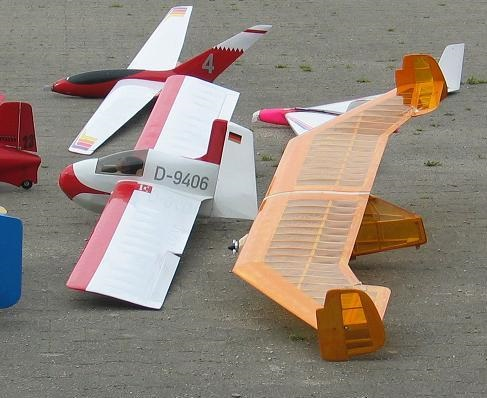
Fertig mit Bügelfolie bespanntes Modell des Nurflügels „Stadt Magdeburg“

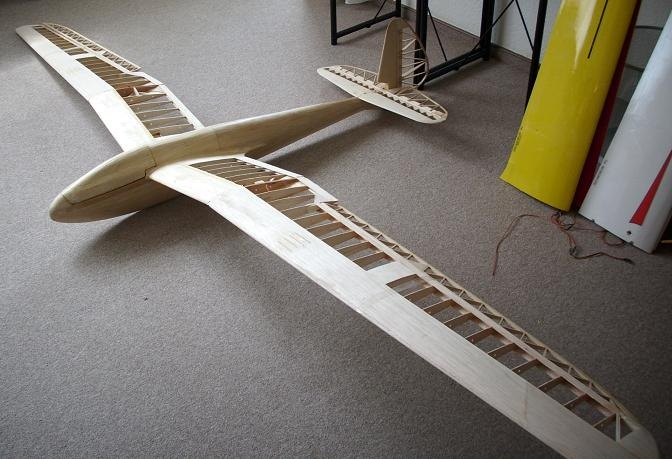
Rohbau eines Oldtimermodells in einholmiger Bauweise

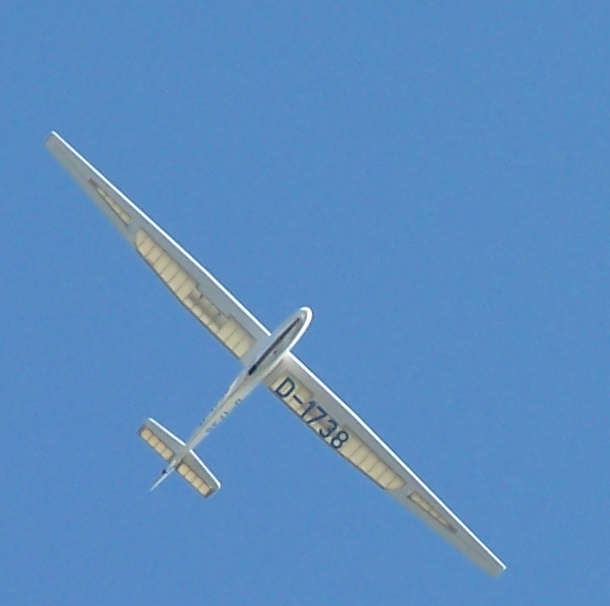
Teilbeplankung: Das Bild eines Scheibe L-Spatz 55 zeigt den vorderen, sperrholzbeplankten Bereich (Torsionsnase) der Tragflächen und die durchscheinende Stoffbespannung im hinteren Bereich

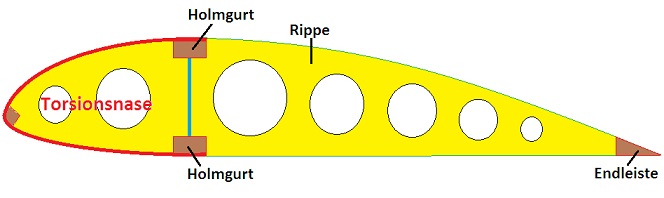
Torsionsnase (rot) mit I-Hauptholm

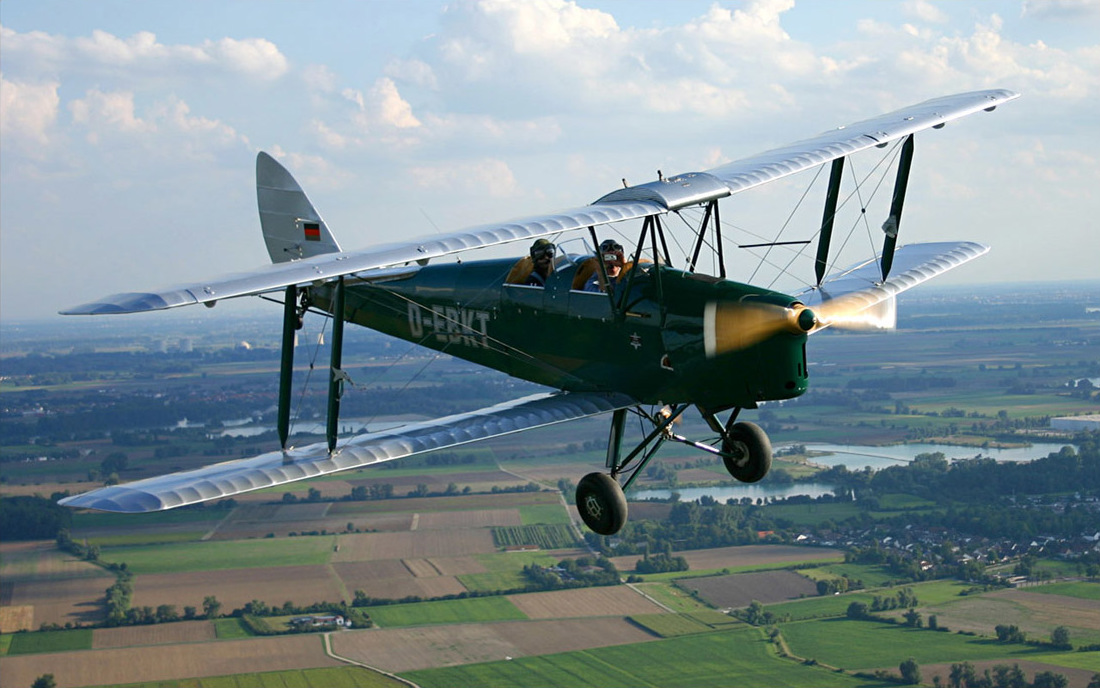
Eingefallene Bespannung zwischen den Rippen einer Tiger Moth

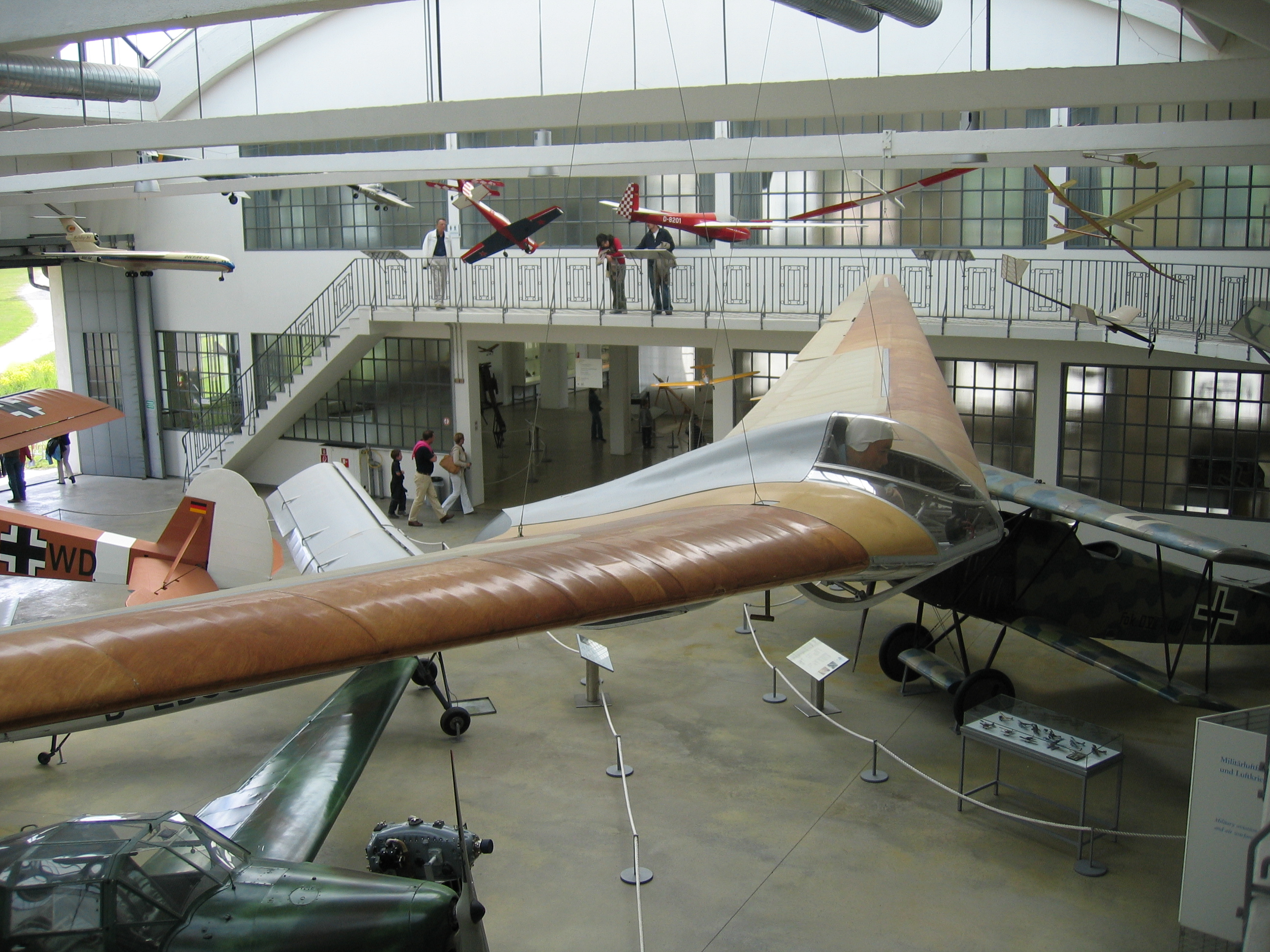
Das Bild der HortenH IV zeigt, dass auch die Nasenbeplankung aus Sperrholz
mit der Zeit einfällt

Die Holm-Rippenbauweise (oft auch nur Rippenbauweise genannt) ist die klassische Form des Aufbaus einer Tragfläche im Flugzeugbau.
Unterschieden werden drei Varianten: offene, halboffene und geschlossene Bauweise. Bei der offenen Bauweise ist das Grundgerüst nur mit Stoff bespannt, bei der halboffenen Bauweise trägt der vordere geschlossene Bereich zur Gesamtfestigkeit bei und bei der geschlossenen Bauweise trägt die komplette Flügelaußenhaut mit.

## Holme
Ein oder mehrere Flügelholme sind die tragenden Bauteile einer Tragfläche. Sie haben die Aufgabe, die auf die Tragfläche einwirkenden Biegemomente in Spannweitenrichtung aufzunehmen, sofern diese Aufgabe nicht vollständig von Streben oder Spannkabeln übernommen wird. Zudem dienen die Holme zur Befestigung der Flügelrippen. Hilfsholme werden dort eingesetzt, wo Klappen oder Ruder angeschlagen werden müssen. Holme bestehen aus einem Obergurt, einem Untergurt und einem Zwischenteil, welches die Druck- und Scherkräfte aufnimmt. Der Aufbau kann als Rohr, als geschlossener Kasten, als I-Träger oder als C-Träger ausgeführt werden.

## Nasenleiste
Bei einer „offenen“ Holm-Rippenbauweise, wie sie die meisten Flugzeuge in der Zeit des Ersten Weltkrieges hatten, befindet sich an der Flügelvorderkante eine profilierte Leiste. Diese dient zur Erhaltung der Form der Flügelnase. Eine Nasenleiste kann auch bei der „halboffenen“ Bauweise vorhanden sein, verstärkt aber nur die Beplankung der Flügelnase oder dient zur leichteren Aufbringung der Sperrholz-Beplankung sowie zur Fixierung der Rippen. Im Metallflugzeugbau sind „Nasenleisten“ selten.

## Endleiste
Endleisten sind das Gegenstück zur Nasenleiste an der Flügelhinterkante. Oft wurde nur ein Draht gespannt, was zu der typischen wellenförmigen Flügelhinterkante bei Doppeldeckern führte, nachdem diese spannlackiert waren.

## Rippen
Flügelrippen dienen dazu, dem Flügel seine aerodynamische Form (Flügelprofil) zu geben. Die Rippen können ebenfalls in Fachwerkbauweise aufgebaut, aus Blech gestanzt oder auch nur aus Hartschaum geformt sein, um dem Einfallen der Beplankung entgegenzuwirken. Bei der offenen Rippenbauweise sind die Rippen oben und unten über die Holme gebaut, um keinen Knick in der Profilkontur entstehen zu lassen. Des Weiteren sind vor dem ersten Holm oft sog. Halbrippen zwischen den eigentlichen Rippen angebracht um die Profiltreue zu verbessern. Bei der halboffenen Rippenbauweise wird der Holm so hoch wie möglich gebaut und die vorderen Teile der Rippen schließen bündig mit ihm ab, um die spätere Beplankung aufnehmen zu können, die auf jeden Fall bis über den Hauptholm gezogen wird. Holme und Rippen sind im vorderen Bereich umlaufend um die Materialstärke der späteren Beplankung kleiner als die Original-Profile (Beplankungsabzug). Die hinteren Rippenbereiche sind dann auf Originalmaß. Bei der geschlossenen Rippenbauweise ist der komplette Flügel mit Birkensperrholz oder Blech verkleidet (im Modellbau oft ungesperrtes Balsaholz) und die Rippen sind umlaufend kleiner als das Originalprofil.

## Beplankung (Torsionsnase)
Bei der halboffenen Rippenbauweise bildet der vordere beplankte Teil des Flügels zusammen mit dem Hauptholm und dessen Druckstegen ein geschlossenes Rohr in Form eines langgestreckten großen D, in dessen Ecken sich die Holmgurte befinden. Dieser Verbund nimmt weitere Luftkräfte auf, vor allem aber die Torsionskräfte. Der Flügel wird also verdrehsteif. Die deutsche Bezeichnung lautet „Torsionsnase“, im englischen Sprachgebrauch nennt man sie D-Box. Mit der Einführung geschlossener Flügelnasen wurde eine aerodynamisch günstigere unverstrebte freitragende Flügelbauweise möglich. Auch bei der geschlossenen Bauweise nimmt die Außenhaut diese Kräfte auf.

## Bespannung
Bei der offenen und halboffenen Bauweise werden Textilien oder Textilfolien aufgebracht, die sich bei Wärmeeinwirkung selbst straffen oder durch Spannlack gestrafft werden müssen. Im Modellbau finden glatte Folien mit Heißkleberbeschichtung Verwendung, die aufgebügelt werden und bei höherer Temperatur schrumpfen. Auch die Bespannung nimmt einen kleinen Teil der Torsionskräfte auf. Bei der offenen Bauweise fällt die Bespannung durch die Zugkräfte des Spannlacks sowohl in Flugrichtung als auch in Spannweitenrichtung ein.
Dies bedeutet, dass das vorgegebene Profil nur direkt an den Rippen eingehalten wird. Bei der halboffenen Bauweise wird dagegen wenigstens im relevanten Nasenbereich eine ausreichende Profiltreue erreicht.

## Grenzen
Die Holm-Rippenbauweise ist leicht herstellbar und hat dadurch einen festen Platz in der Luftfahrt. Häufigster Vertreter der geschlossenen Bauweise ist die Cessna 172, der halboffenen Bauweise die Piper J-3 bzw. PA-18 und der offenen Bauweise die Polikarpow Po-2 (→ Liste der meistgebauten Flugzeuge). Allerdings ist eine ausreichende Profilgenauigkeit nach heutigen Maßstäben (Einführung von Laminarprofilen) mit diesen Bauweisen nicht erreichbar. Die Kunststoff-Schalenbauweise erbrachte bereits bei ihrer Einführung Leistungsverbesserungen von 15 bis 25 % speziell bei höheren Fluggeschwindigkeiten (z. B. Schleicher Ka 6 gegenüber fs 24 Phönix).
Auch im Ultraleicht- und Motorflugzeugbau geht man zunehmend auf die Kunststoff-Halbschalenbauweise über.